# Карпов, Михаил Павлович (Герой Советского Союза)
Михаил Павлович Карпов (1906—1976) — гвардии старший сержант Рабоче-крестьянской Красной Армии, участник Великой Отечественной войны, Герой Советского Союза (1945).

## Биография
Родился 14 (27) октября 1906 года в деревне Беляниха ныне Перевозского района Нижегородской области в крестьянской семье.
Работал батраком, грузчиком. В 1928—1931 служил в рядах Красной армии. После демобилизации в 1931 году — в органах ОГПУ (НКВД) города Смоленска. 31 мая 1938 года присвоено звание сержанта государственной безопасности. С 1939 года — начальник Мещовского районного отдела НКВД. С началом Великой Отечественной войны в Мещовском районе руководил отрядом самообороны. После оккупации района немецко-фашистскими войсками переведён на службу в Хасанский район Приморского края.
В апреле 1943 года вновь призван в ряды Красной армии, с декабря того же года участвует в боях Великой Отечественной войны.
Член ВКП(б) с 1945 года.
После войны М. П. Карпов демобилизован, работает начальником Юхновского, Куйбышевского, Мещовского районных отделов МВД СССР. По состоянию здоровья ушёл на пенсию в 1954 году в звании майора милиции. До 1963 года жил в Мещовске, потом переехал в город Горький (ныне — Нижний Новгород).
Умер 29 июня 1976 года. Похоронен на Старо-автозаводском кладбище в Нижнем Новгороде.

## Подвиг
Командир пулемётного расчёта 4-го эскадрона 60-го гвардейского кавалерийского полка (16-я гвардейская кавалерийская дивизия, 7-й гвардейский кавалерийский корпус, 1-й Белорусский фронт) гвардии старший сержант Михаил Карпов 15-16 февраля 1945 года в районе польского города Хощно участвовал в отражении ряда контратак противника, пытавшегося прорваться к окружённой группировке.
Указом Президиума Верховного Совета СССР от 31 мая 1945 года за образцовое выполнение боевого задания командования в борьбе с немецко-фашистскими захватчиками и проявленные при этом мужество и героизм, гвардии старшему сержанту Карпову Михаилу Павловичу присвоено звание Героя Советского Союза с вручением ордена Ленина и медали «Золотая Звезда» (№ 6449).

## Награды
Награждён орденами Ленина (31.05.1945), Красного Знамени, Отечественной войны 2-й степени (15.02.1945), Красной Звезды (30.12.1956), медалью «За отвагу» (10.06.1944), другими медалями.

## Память
В Нижнем Новгороде на доме, в котором жил Герой, установлена мемориальная доска. Имя М. П. Карпова высечено золотыми буквами на мемориальных досках вместе с именами всех 78-и Героев Советского Союза 112-й Башкирской (16-й гвардейской Черниговской) кавалерийской дивизии, установленных в Национальном музее Республики Башкортостан (город Уфа, улица Советская, 14) и в Музее 112-й (16-й гвардейской) Башкирской кавалерийской дивизии (город Уфа, улица Левитана, 27).
7 мая 2018 года в Мещовске установлена мемориальная табличка в память о Михаиле Павловиче Карпове.